# Titti Winbladh
Elsa Christina (Titti) Winbladh, född Lindroth 7 mars 1942, är en svensk konstnär, keramiker och bildpedagog. 
Titti Winblad studerade vid Konstfackskolan åren 1960–1964.
Titti Winbladh blev känd för att ha målat stora detaljerade målningar av husen och trädgårdarna i olika villaområden i Bromma. Varje hus är exakt inprickat i förhållande till vägar, parker och stränder. Hon målade med stor detaljrikedom. Några andra samhällen i stockholmsområdet samt i Skåne och på Gotland har hon också utfört. Hennes första "stadsprojekt" blev Äppelviken i Bromma och målningen av Visby på Gotland blev den sista avslutande målningen av de tio stadsprojekten, som hon målade på det här sättet. Hennes målningar har blivit omtyckta som affischer.
- Äppelviken villasamhälle (1970-talet), originalmålningen av "Äppelvikstavlan" hänger i Västerledkyrkans vapenhus i Bromma.
- Smedslätten villasamhälle, originalmålningen hänger i Smedslättsskolans matsal i Bromma.
- Ålsten villasamhälle, originalmålningen hänger i Ålstensskolans matsal i Bromma.
- Höglandet villasamhälle (2007), originalmålningen hänger i Höglandsbiografen i Bromma.
- Nockeby villasamhälle (1994), originalmålningen hänger i S:ta Birgitta kyrka i Nockeby i Bromma.
- Kvarteret Drivbänken, de engelska radhusen i Äppelviken, bostadsrättsföreningen Drivbänken Nr 1,[2] på Alviksvägen. Här har hon målat de 43 radhusen i kvarteret Drivbänken, som begränsas av gatorna Alviksvägen, Västerled, Radhusallén och Äppelvikstorget. Husen fördelas på fyra längor, lite osymmetriskt lagda kring ett gemensamt inre grönområde, som är tillgängligt för alla boende. Varje radhus fick en liten egen liten täppa på framsidan av husen.
- Ekeby i Djursholm, ett villaområde, en järnvägsstation och en gård i Djursholm i Danderyds kommun strax norr om Stockholm.[3]
- Skansen på Djurgården i Stockholm.
- Skanör med Falsterbo i Vellinge kommun i Skåne.
- Visby på Gotland (2009), målningen mäter 2,60 x 1,60 meter.[4]

## Bildterapeut och konstverkstad
Titti Winbladh arbetade under 22 år som bildterapeut på Beckomberga sjukhus. Därefter drev hon 1997–2006 konstverkstad i Alvikstorpet i Alviks gamla rättarbostad vid sidan av sitt eget konstnärskap. Hit kunde folk komma och arbeta med måleri eller lera. Winbladh var handledare och inspiratör. Där var också drop-in för allmänheten. Utställningar anordnades av det så kallade Galleraget, som drevs ideellt av Alvikstorpets vänner. Hon är sedan många år bosatt i  Bromma i Stockholm.

## Böcker, ljudupptagningar, bilder med mera
- Tulipanaros - vad är det? Dokumentation av färg och formarbete med patienter på låsta avdelningar - Beckomberga sjukhus / Titti Winblad (1992), 33 blad.
- Keramik - enklare än du tror Ursprungliga tekniker, bra modeller, underlättande trix / Titti Winbladh (1997). Stockholm: Utbildningsradion, 1997. 61 sidor. ISBN 91-26-97400-2.
- Keramik - enklare än du tror (Ljudupptagning) ursprungliga tekniker, bra modeller, underlättande trix / Titti Winbladh., Enskede : SRF, 2007. Svenska 1 CD-R (54 min.)
- Ålamörker: Epitaf över en hotad fisk. Text (dikt): Anna Holmén, Bild: Titti Winbladh samt Recept.
- Ålsten1544.blogspot med bild på Äppelvikstavlan under texten Söndagen den 10 maj 2010.
- En bilderbok för vuxna med lite vardagsfilosofiska resonemang, som man kanske kan lära sig något av.[5]
- Bostadsrättsföreningen Drivbänken 1, Äppelviken. Med bild på de engelska radhusen på Alviksvägen i Äppelviken.
- Ögonvandra genom Visbys alla gränder, Kultur och Nöje, Hela Gotland. Med bild på detalj ur Visbytavlan. (2008-2009) Av Gotlands Allehanda Robert Gahnfelt robert.gahnfelt@ gotlandsallehanda.se. Publicerad 2009-01-09.
- Visby i kolossalformat. Med bild på Titti Winblad när hon målar på sin Visbytavla. 3 st bilder i bildspel visas. (2008-2009) Av Gotlands Allehanda Robert Gahnfelt robert.gahnfelt@ gotlandsallehanda.se. Publicerad 2009-01-09.